# Иван Кревс
Иван Иве Кревс (1912—1990) је бивши југословенски атлетски репрезентативац. Такмичио се у више тркачких сисциплина:5.000 м, 10.000 м и 3.000 м са препрекама. Био је члан АК Приморје из Љубљане.

## Резултати
Кревс је у дисциплини 5.000 метара био првак Југославије два пута: 1933 — 15:54,0 и 1938 — 16:15,2,
Учествовао је на Летњим олимпијским играма 1936. у Берлину. У својој дисциплини 5.000 метара у квалификацијама био је 12 у првој групи са 15:40,0 мин. и није се успео квалификовати за финале.
На Балканским играма је учествовао 6 пута у разним дисциплинама. Побеђивао је на:
5.000 метра 1934. у Загребу (16:24,5) и 1938. у Београду (15:39,4)
10.000 метара 1933. у Атини (34:04,1) и
3.000 метара препреке 1936. у Атини (10:06,2).
Лични рекорд на 5.000 метара је 15:31,4 постигнут 1936. године .